# Otus mirus
Otus mirus là một loài chim trong họ Strigidae.